# Шарварко, Борис Георгиевич
Борис Георгиевич Шарварко (17 мая 1929, Новоград-Волынский — 31 мая 2002, Киев) — советский и украинский режиссёр фестивалей, концертных программ, театрализованных представлений. Народный артист Украинской ССР (1984). Профессор.

## Биографические данные
Родился 17 мая 1929 года в городе Новоград-Волынском (Житомирской области). В 1966 году окончил факультет режиссуры Московского государственного института культуры.
Работал директором Новоград-Волынского Дома культуры, директором и художественным руководителем Житомирского музыкально-драматического театра, возглавлял Киевский театр оперетты, был заместителем директора Киевского театра имени Ивана Франко.
С 1977 года — главный режиссер фестивалей и культурных программ Укрконцерта (в 1976—1982 годах — главный режиссер Театра песни).
С 1992 года — генеральный директор и художественный руководитель Всеукраинского государственного центра фестивалей и концертных программ.
Умер 31 мая 2002 года. Похоронен на Байковом кладбище (участок № 52а).

## Творчество
Среди постановок — фестивальные концерты «Крымские зори», «Киевская весна», «Золотая осень».
За пятьдесят лет творческой деятельности Борис Георгиевич поставил почти тысячу концертов. Среди самых грандиозных — празднование пятисотлетие казачества на Хортице (тогда специально для этого «построили» Запорожскую Сечь), юбилейные шевченковские торжества на стадионе в Черкассах.

## Критика
С именем Бориса Шарварко, который был режиссером всех главных официальных концертов и массовых мероприятий на Украине, связывают явление псевдофольклорной украинской культуры конца XX — начала XXI века, известное под названием «шароварщина». Политолог Николай Томенко утверждает, что именно Борис Шарварко сформировал на Украине и за её пределами образ малороссийской культуры.

## Награды
- Орден «Знак Почёта» (24 ноября 1960 года)[4]
- Орден «За заслуги» II степени (27 февраля 1999 года)[5]
- Почётный знак отличия Президента Украины (22 августа 1996 года)[6]
- Почётная грамота Кабинета Министров Украины (17 мая 1999 года)[7]

## Память
17 мая 2009 года в Киеве была открыта мемориальная доска художнику на доме, где он прожил с 1985 года до самой смерти, по адресу Гоголевская улица, 37/2.
30 июля 2011 года на родине художника — в городе Новоград-Волынский, по решению местной власти была переименована часть улицы Чернышевского в бульвар Бориса Шарварко и открыт памятный знак.. Почётный гражданин города Новоград-Волынский
17 мая 2016 года в Киеве на фасаде Национального дворца искусств «Украина», где режиссёр работал с 1977 по 2002 год, была установлена мемориальная доска.
31 мая 2022 в Киеве в честь 20 годовщины памяти была проведена небольшая семейная поминальная еда